# Aereo imbarcato

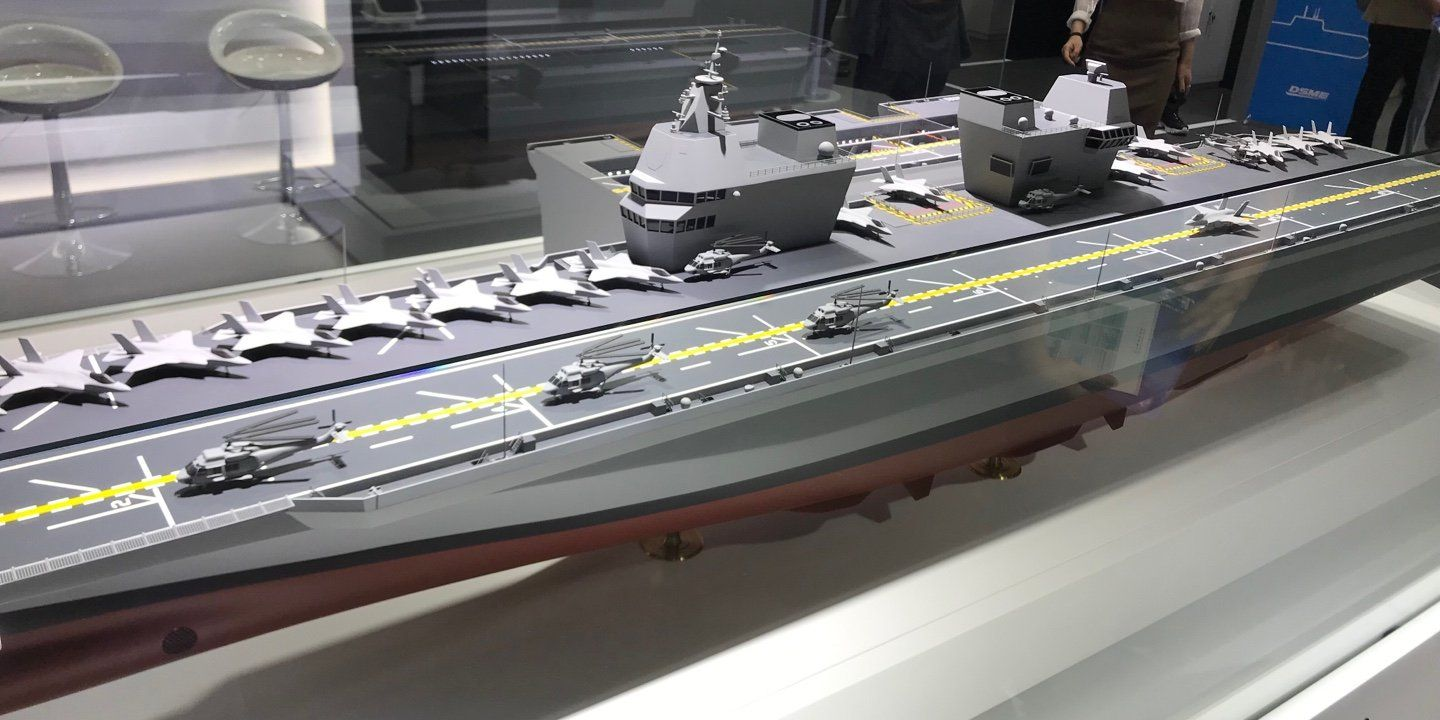
Rappresentazione della nuova portaerei della Daehanminguk Haegun portaerei di classe CVX.

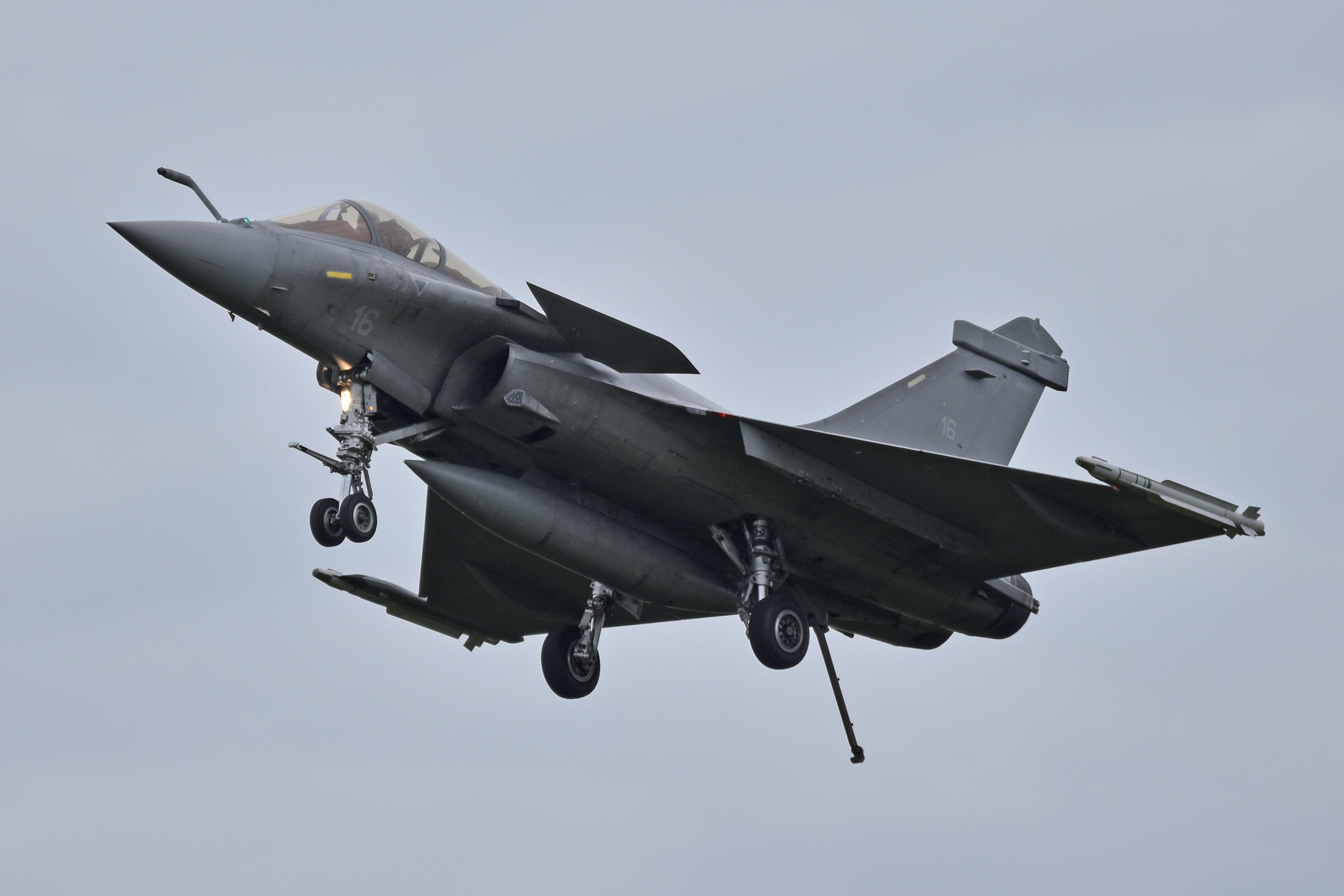
In primo piano: un Rafale M prossimo all'atterraggio; notare il gancio di coda estratto e il doppio ruotino all'anteriore.

L'aereo imbarcato è  un tipo di velivolo militare in grado di operare, oltre che dalla terraferma, anche da una nave portaerei in mezzo al mare. Il termine è generalmente utilizzato solo per i velivoli ad ala fissa, poiché gli elicotteri navali sono in grado di operare da una più ampia varietà di navi con capacità di trasporto aereo.

## Caratteristiche

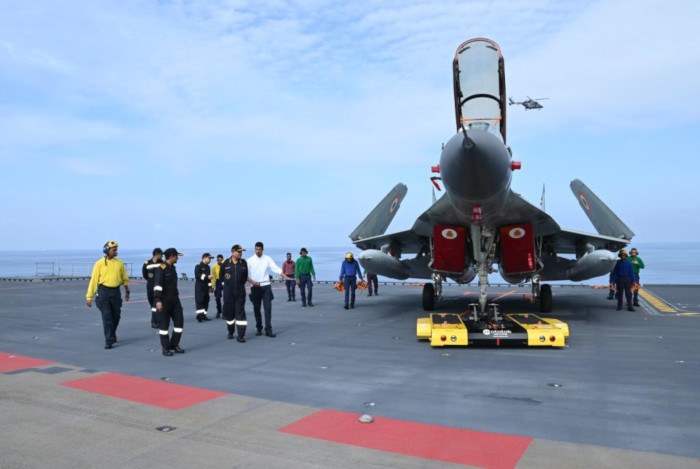
MiG-29K con ali ripiegate.

Un aereo imbarcato deve essere relativamente robusto per resistere alle impegnative operazioni della portaerei. Essi devono essere in grado di essere lanciati a breve distanza e di essere sufficientemente robusti e flessibili per sopportare un arresto improvviso su una piattaforma di lancio; tipicamente essi hanno robusti meccanismi di ali pieghevoli che consentono a un numero maggiore di loro di essere trasportati in hangar sotto-ponti. Questi aerei sono progettati per diversi scopi tra cui combattimento aria-aria, attacco di superficie, attacco sottomarino, ricerca e soccorso, trasporto di materiale, osservazioni meteorologiche, ricognizione e un'ampia gamma di funzioni di comando e controllo.
Tutti gli aerei operanti da portaerei differiscono da quelli ad atterraggio e decollo convenzionale ("CTOL") per alcune caratteristiche strutturali. Gli aerei imbarcati sono dotati di un carrello irrobustito, composto da travi di sostegno più possenti e resistenti e da un doppio ruotino sul carrello anteriore.

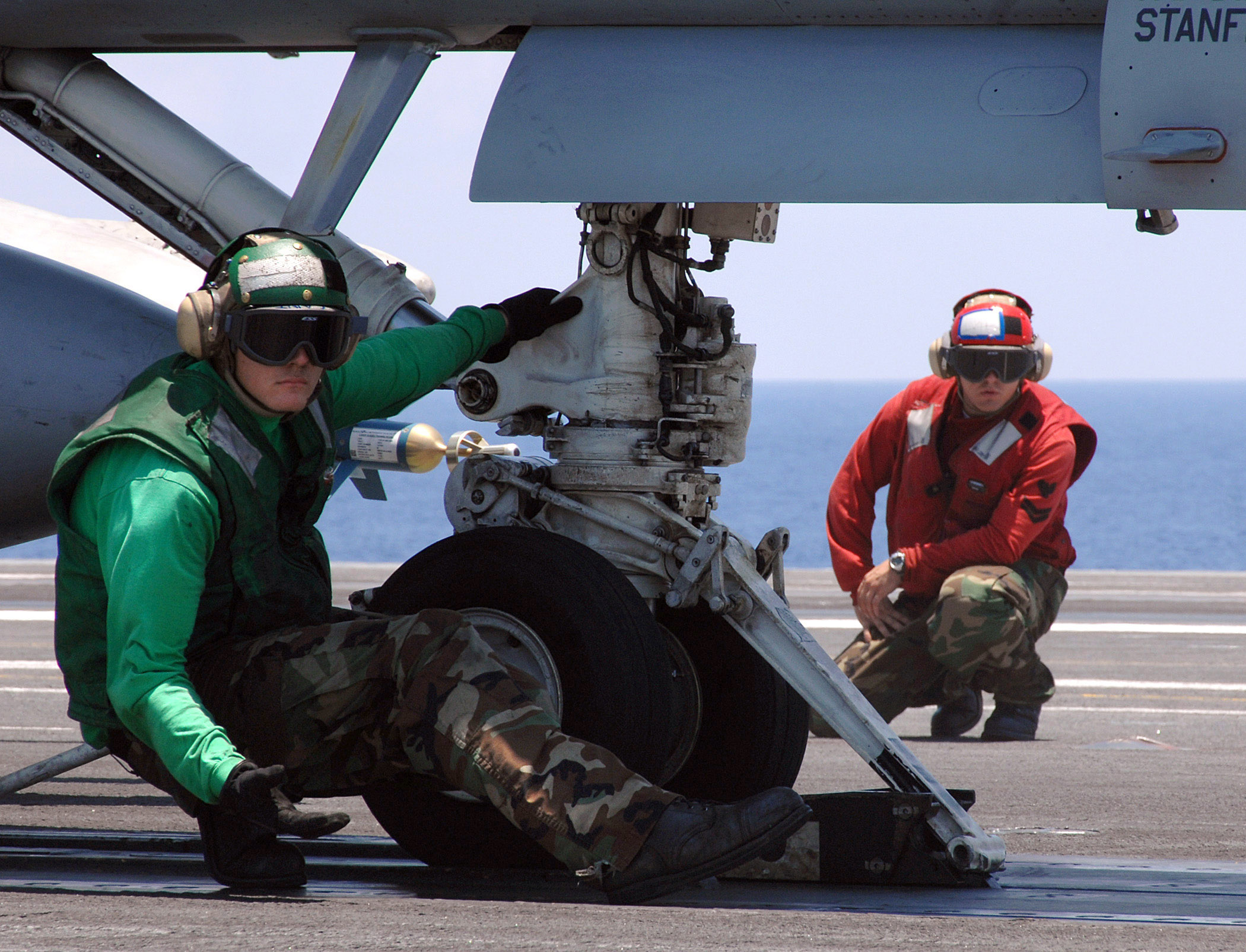
Sistema di aggancio alla catapulta.

Inoltre, sempre sul carrello anteriore, questi aerei sono dotati di una barra che, poco prima del decollo, viene agganciata dagli addetti al meccanismo della catapulta.
Per garantire l'atterraggio dei velivoli in uno spazio inferiore ai 100 m, questi vengono equipaggiati di un gancio estensibile (tailhook) che serve ad ancorare l'aereo ad una delle quattro file di cavi d'arresto posti sulla portaerei.
Per questioni logistiche, molti aeromobili vengono ordinati con ali ripiegabili e con un incremento della stessa superficie alare, per garantire maggiore portanza anche a velocità poco elevate. Infine le fusoliere vengono trattate con vernici anti corrosione, a causa della salsedine marina costantemente presente sul ponte di volo.

## Tipologie

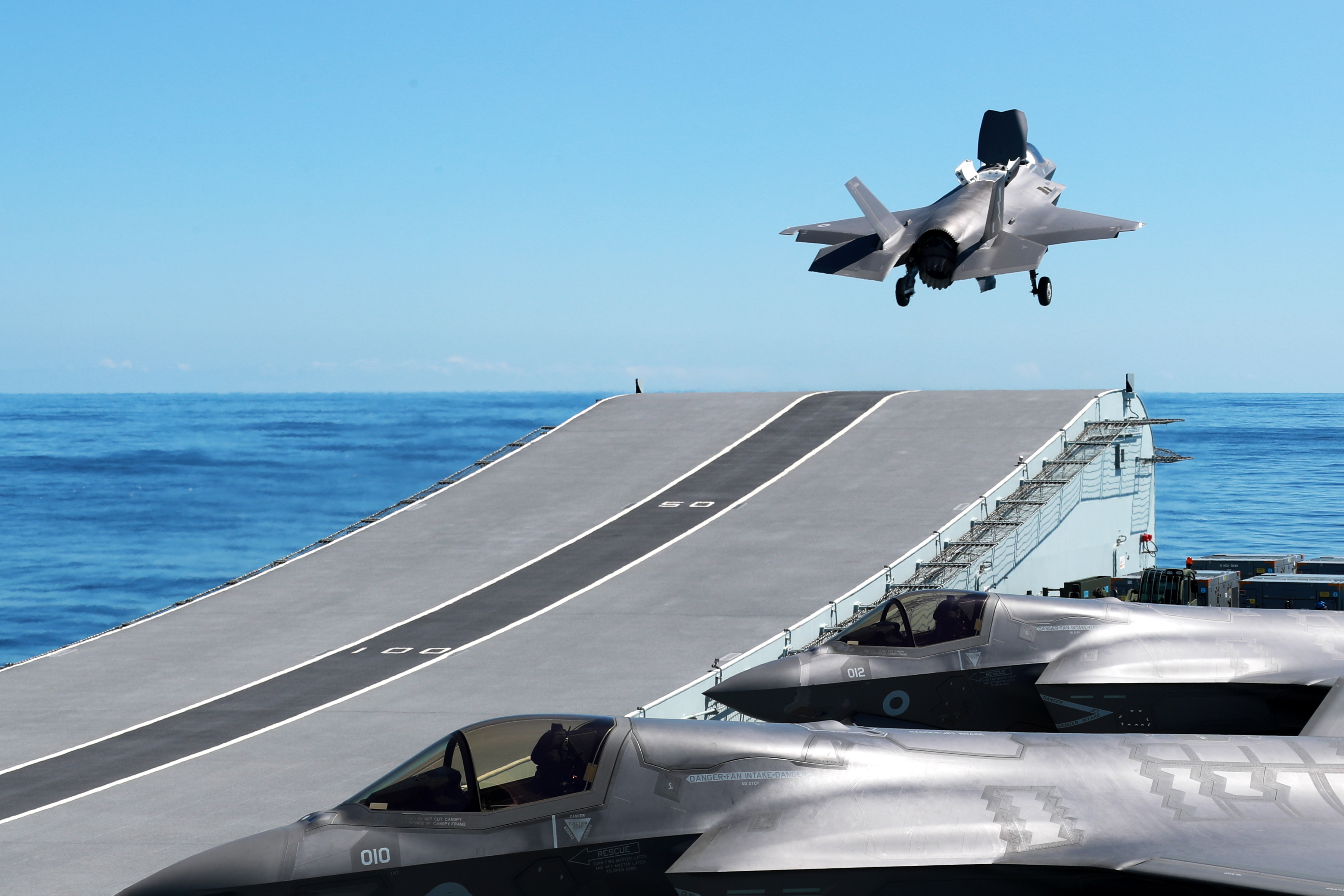
Uno F-35B in decollo sulla portaerei HMS Queen Elizabeth della (Royal Navy)

I moderni aerei imbarcati sono costruiti principalmente in tre versioni differenti per essere adattati alle necessità dei relativi vari utenti:
- STOVL - Short Take Off and Vertical Landing
- STOBAR - Short Take Off But Arrested Recovery
- CATOBAR - Catapult Assisted Take Off But Arrested Recovery

## Aerei imbarcati in servizio

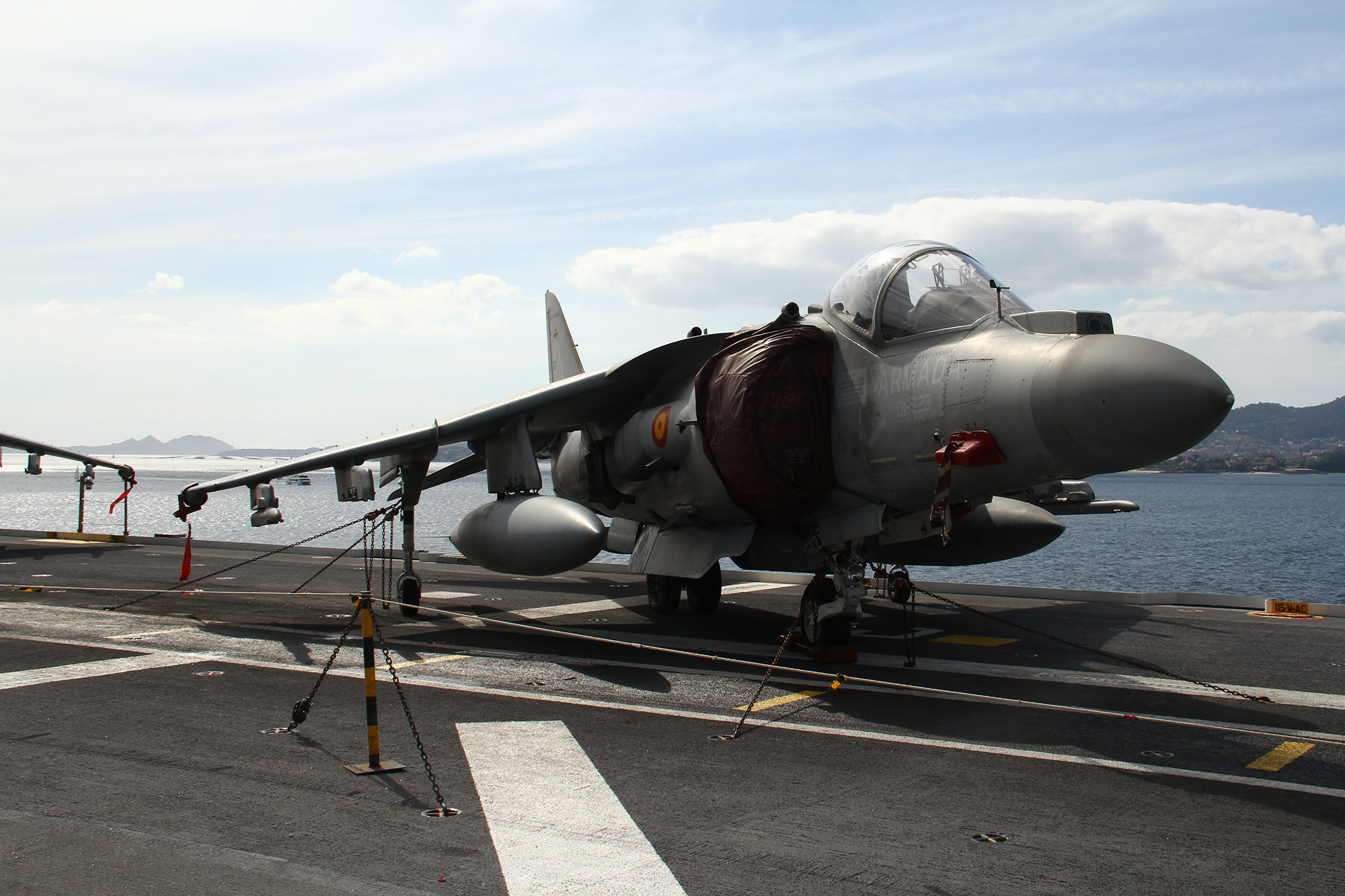
Harrier II non può piegare le ali.

Ecco una lista dei velivoli imbarcati, attualmente (2018) in servizio o in sviluppo, nelle Aviazioni di marina dei vari paesi: 
- Boeing E/A-18G Growler
- Boeing F/A-18E/F Super Hornet
- Boeing MQ-25 Stingray
- Dassault Rafale M
- Grumman C-2 Greyhound
- HAL Naval Tejas
- Lockheed Martin F-35B/C Lightning II
- McDonnell Douglas-BAe AV-8B Harrier II
- McDonnell Douglas F/A-18 Hornet
- McDonnell Douglas T-45 Goshawk
- Mikoyan MiG-29K
- Northrop Grumman E-2 Hawkeye

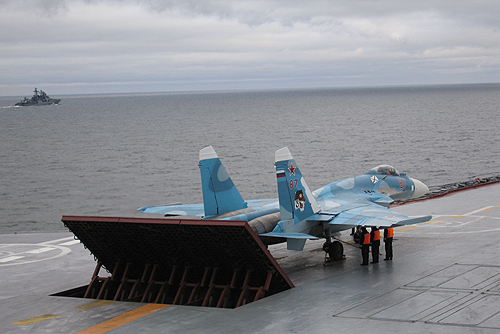
Su-33 pronti al lancio dalla Admiral flota Sovetskogo Sojuza Kuznecov, nel 2008.

- Shenyang J-15
- Sukhoi Su-25UTG/UBP
- Sukhoi Su-33

## Addestramento piloti
Naval Air Station Fallon
La base aeronavale di Fallon (Naval Air Station Fallon) è la principale struttura di addestramento della US Navy. Si trova a sud-est della città di Fallon, nel Nevada. Dal 1996 la base è anche sede del United States Navy Fighter Weapons School (TOPGUN).
Naval Air Station Meridian
La base aeronavale di Meridian (Naval Air Station Meridian) è una base di addrestramento della US Navy. Si trova a nord-est di Meridian, nello Stato del Mississippi. Questa base è utilizzata anche dall'Aéronautique navale francese per l'addestramento dei suoi piloti da caccia.
Naval Air Station Pensacola
La base aeronavale di Pensacola (Naval Air Station Pensacola), Pensacola in Florida, è una delle basi d'addestramento degli aviatori di marina più conosciuta al mondo, in grado di addestrare circa 15.000 membri del personale di volo e di terra della US Navy. Sede del 6º stormo d'addestramento (TRAWING 6), composto da personale dell'aviazione e della marina statunitensi, la NAS ha seguito lo sviluppo e la crescita di aviatori anche di diversa nazionalità. Nel 1996, presso la base venne creato, da parte dell'Aeronautica Militare, un distaccamento allo scopo di supervisionare l'addestramento degli Ufficiali Naviganti destinati a divenire Navigatori Militari sulla linea Tornado, dopo un corso di 15 mesi. Durante i corsi di formazione dei suoi piloti anche la MMI, fin dagli anni settanta, si avvale dell'aiuto fornitogli dalla base, usufruendo assieme ai cadetti dell'US Navy della USS Forrestal, ora Training Aircraft Carrier, per il conseguimento del brevetto di volo con autorizzazione al decollo e atterraggio su portaerei.

## Aviazioni Navali nel mondo
- Aviación Naval
- Força Aeronaval
- Australian Navy Aviation Group (RAN)
- Fleet Air Arm
- Aéronautique navale
- Indian Naval Air Arm (IN)
- Aviazione Navale Italiana
- Marineflieger
- Fuerza AeroNaval (SEMAR)
- Pakistan Naval Air Arm (PN)
- People's Liberation Army Naval Air Force (PLAN)
- Fuerza de Aviación Naval (MGP)
- Aviacija Voenno-Morskogo Flota
- United States Naval Aviator (USN)

## Curiosità

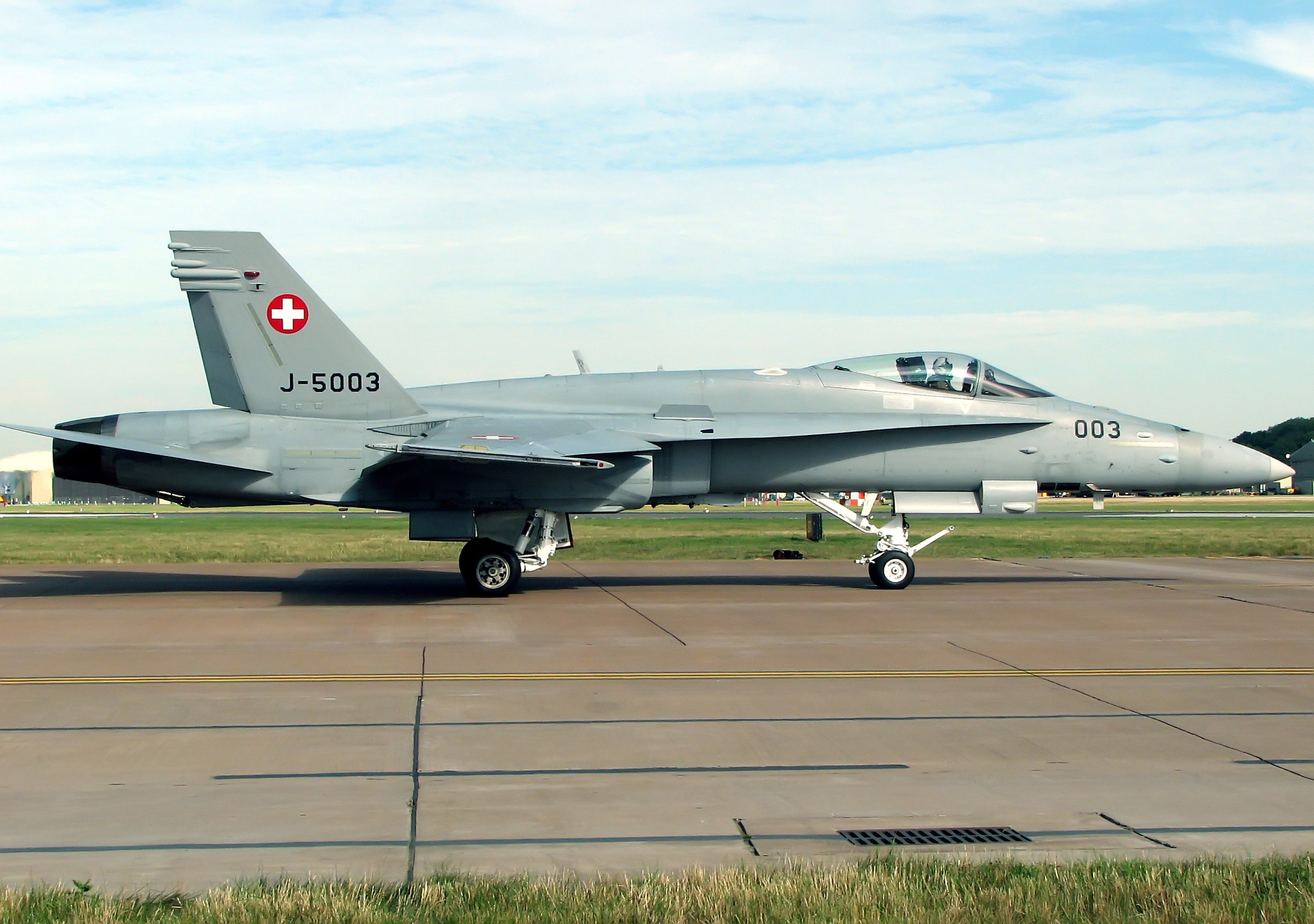
Un F/A-18 elvetico. Notare la configurazione navale del velivolo.

- Nell'ottobre 1963 venne sperimentata dall'US Navy una possibile versione imbarcata del velivolo da trasporto C-130 Hercules equipaggiato con razzi JATO per agevolarne il decollo. A causa delle dimensioni del velivolo, la versione rimase un prototipo.[7]
- Alcune nazioni come Svizzera e Canada, nonostante la mancanza di un'aviazione di marina per la prima e di una portaerei per la seconda, hanno entrambe adottato la versione dell'F/A-18 equipaggiata con il gancio di coda e il sistema di aggancio alla catapulta rendendoli, tecnicamente, rischierabili su portaerei.[senza fonte]